# Ichenhausen
Ichenhausen – miasto w Niemczech, w kraju związkowym Bawaria, w rejencji Szwabia, w regionie Donau-Iller, w powiecie Günzburg, siedziba wspólnoty administracyjnej Ichenhausen. Leży około 10 km na południe od Günzburga, nad rzeką Günz, przy drodze B16 i linii kolejowej Mindelheim – Günzburg.

## Polityka
Burmistrzem miasta jest Hans Klement (CSU), rada miasta składa się z 20 osób.
|      | CSU | SPD | FWG | FDP/Bürgerliste pro Ichenhausen | Razem |
| 2008 | 9   | 4   | 7   | –                               | 20    |
| 2002 | 10  | 4   | 5   | 1                               | 20    |